# Lynseia dianae
Lynseia dianae is een pissebed uit de familie Limnoriidae. De wetenschappelijke naam van de soort is voor het eerst geldig gepubliceerd in 1994 door Cookson & Poore.